# Fissicepheus sitnikovae
Fissicepheus sitnikovae är en kvalsterart som beskrevs av Sergienko 1976. Fissicepheus sitnikovae ingår i släktet Fissicepheus och familjen Tetracondylidae. Inga underarter finns listade i Catalogue of Life.